# Nikolaus von Schönberg
Nikolaus von Schönberg OP (ur. 11 sierpnia 1472 w Miśni, zm. 7 września 1537 w Rzymie) – germański kardynał.

## Życiorys
Urodził się 11 sierpnia 1472 roku w Miśni, jako syn Theodora von Schönberga. Studiował nauki prawne w Pizie, a przebywając w Prato słuchał kazań Girolama Savonaroli. Pod jego wpływem wstąpił do zakonu dominikanów. W 1497 roku złożył profesję wieczystą. Od 1510 roku wykładał na La Sapienzy. 12 września 1520 rok został wybrany arcybiskupem Kapui. Dziewięć lat później został mianowany nuncjuszem apostolskim przy cesarzu i brał udział w wynegocjowaniu pokoju w Cambrai. 21 maja 1535 roku został kreowany kardynałem prezbiterem i otrzymał kościół tytularny San Sisto. Rok później zrezygnował z zarządzania archidiecezją. Zmarł 7 września 1537 roku w Rzymie.